# Neobisium minutum
Espèce
Synonymes
- Blothrus minutus Tömösváry, 1882
- Neobisium vulpinum Beier, 1936

Neobisium minutum est une espèce de pseudoscorpions de la famille des Neobisiidae.

## Distribution
Cette espèce se rencontre en Roumanie, en Hongrie et en Pologne.

## Description
Les mâles mesurent de 2,41 à 3,50 mm et la femelle 3,25 mm.

## Systématique et taxinomie
Cette espèce a été décrite sous le protonyme Blothrus minutus par Tömösváry en 1882. Elle est placée dans le genre Neobisium par Beier en 1932.
Neobisium vulpinum a été placée en synonymie par Beier en 1963.

## Publication originale
- Tömösváry, 1882 : A Magyar fauna álskorpiói. Magyar Tudományos Akadémia Matematikai és Természettudományi Közlemények, vol. 18, p. 135-256.